# إيلا ماي جونسون
إيلا ماي جونسون (بالإنجليزية: Ella Mae Johnson)‏ هي عاملة إجتماعية وكاتِبة أمريكية، ولدت في 13 يناير 1904، وتوفيت في 22 مارس 2010.